# Половец (приток Стрельны)
Полове́ц — река в России, протекает в Вологодской области, в Кичменгско-Городецком и Великоустюгском районах. Устье реки находится в 74 км по правому берегу реки Стрельна. Длина реки составляет 29 км.
Исток реки находится в Кичменгско-Городецком районе в 37 км к северо-востоку от села Кичменгский Городок. В верхнем и среднем течении течёт по Кичменгско-Городецкому району, в нижнем — в Великоустюгском районе. Течёт по ненаселённому лесу на северо-запад. Русло — извилистое. Крупнейшие притоки — Малый Половец, Каменушка (правые). Населённых пунктов на берегах нет.

## Данные водного реестра
По данным государственного водного реестра России относится к Двинско-Печорскому бассейновому округу, водохозяйственный участок реки — Северная Двина от начала реки до впадения реки Вычегда, без рек Юг и Сухона (от истока до Кубенского гидроузла), речной подбассейн реки — Сухона. Речной бассейн реки — Северная Двина.
Код объекта в государственном водном реестре — 03020100312103000009548.